# Kerkouane
Das Ausgrabungsgelände von Kerkouane (deutsch auch Kerkuan oder Kerkouan, arabisch كركوان‎) auf der tunesischen Halbinsel Cap Bon gehört zu den archäologisch wichtigsten von Nordafrika und ist von der UNESCO in die Liste des Weltkulturerbes aufgenommen worden, da es sich hier um die vermutlich einzige erhaltene punische Stadt handelt.
Zerstört wurde Kerkouan wahrscheinlich während des Ersten Punischen Krieges in der sogenannten Regulusexpedition; jedoch nie wieder aufgebaut.
Ausgrabungen finden seit 1953 statt und dauerten mit Unterbrechungen bis 1976 an. Die Ursprünge der Stadt sind unsicher, doch vermutet man, dass es hier schon eine Berberansiedlung gab, bevor die Punier ankamen. Die frühsten punischen Objekte datieren in das sechste vorchristliche Jahrhundert. Die eigentliche Stadt formt ein Halbrund direkt am Meer, wobei bisher aber keine Hafenanlagen entdeckt worden sind, obwohl die Küstenlinie in der Stadt recht gut erforscht ist. Ein Hafen wird deshalb außerhalb der Stadt vermutet.
Die etwa neun Hektar große Stadt war dicht mit Häusern bebaut, in deren Mitte ein Hof lag, um den sich die einzelnen Räume gruppierten. Treppen deuten auf obere Stockwerke. Baumaterial war meist lokaler Stein, wobei einzelne Teile der Mauer aus sorgfältig behauenen Steinen bestanden, zwischen denen eher grobe Steine gesetzt worden sind. Die Häuser waren relativ komfortabel ausgestattet. Es fanden sich Badewannen, Fußböden waren mit einer Vorform an Mosaiken (opus signinum) ausgestattet und die Wände hatten teilweise modellierte Stuckaturen. Es fanden sich Rinnen, die Regenwasser von den Dächern leiteten. Ein Tempel konnte identifiziert werden. Die Stadt war von einer Mauer umgeben.
Es fanden sich Töpfereien und Anzeichen einer Purpurmanufaktur. Es wird auch vermutet, dass Glaswaren im Ort hergestellt wurden. Eine wichtige wirtschaftliche Funktion hatte sicherlich der Handel. Es fanden sich Importe aus fast allen Ländern des Mittelmeeres, darunter rotfigurige attische Keramik und bemalte italische Vasen. Außerhalb des Stadtgebietes gab es mindestens vier Nekropolen. In einem der Gräber fand sich noch ein Holzsarg, dessen Deckel in Form einer vornehmen Dame modelliert ist. Der Stil des Deckels ist rein hellenistisch und datiert wohl ins 4. vorchristliche Jahrhundert.

## Galerie

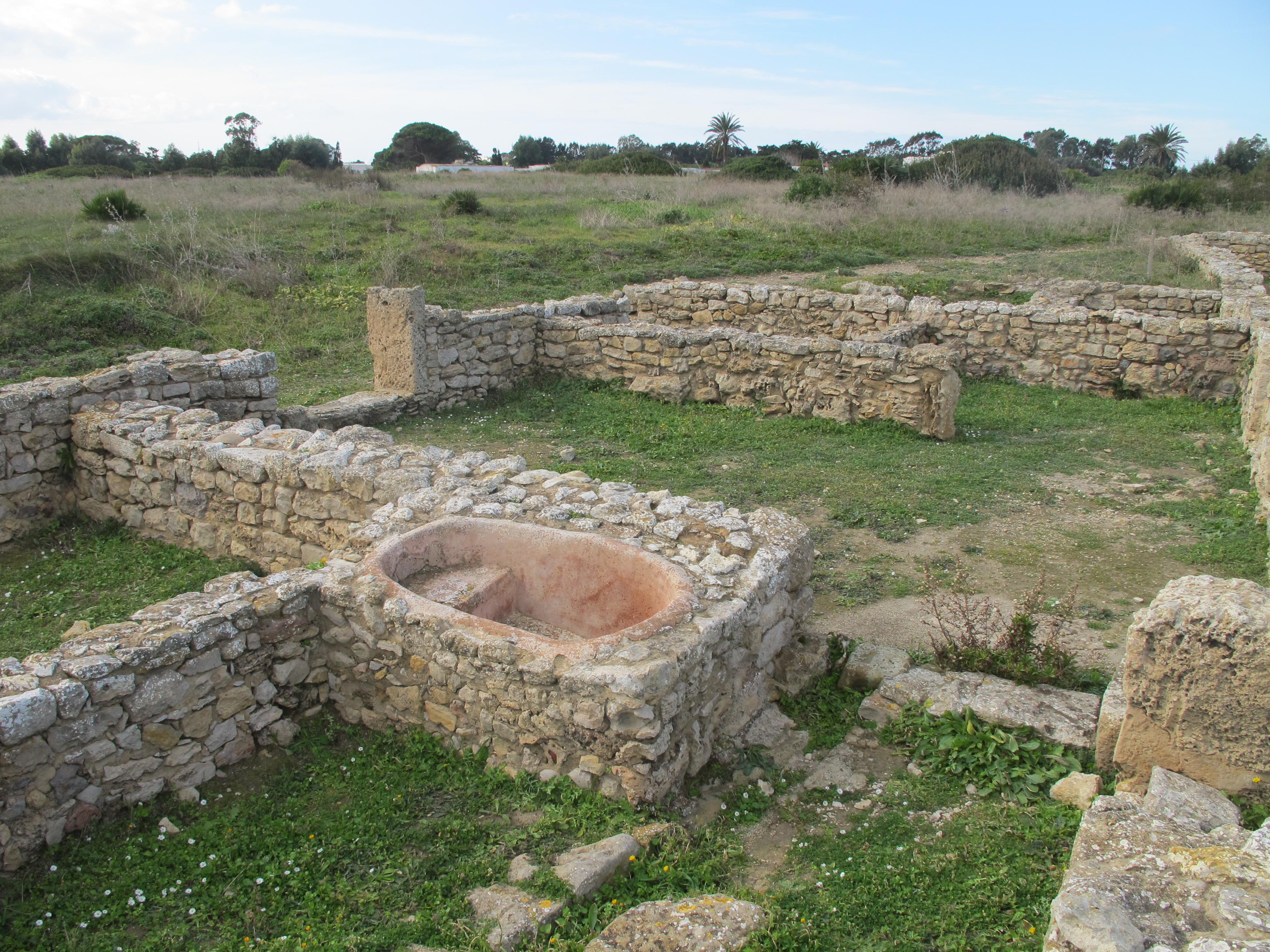
Badewanne in einem der Häuser
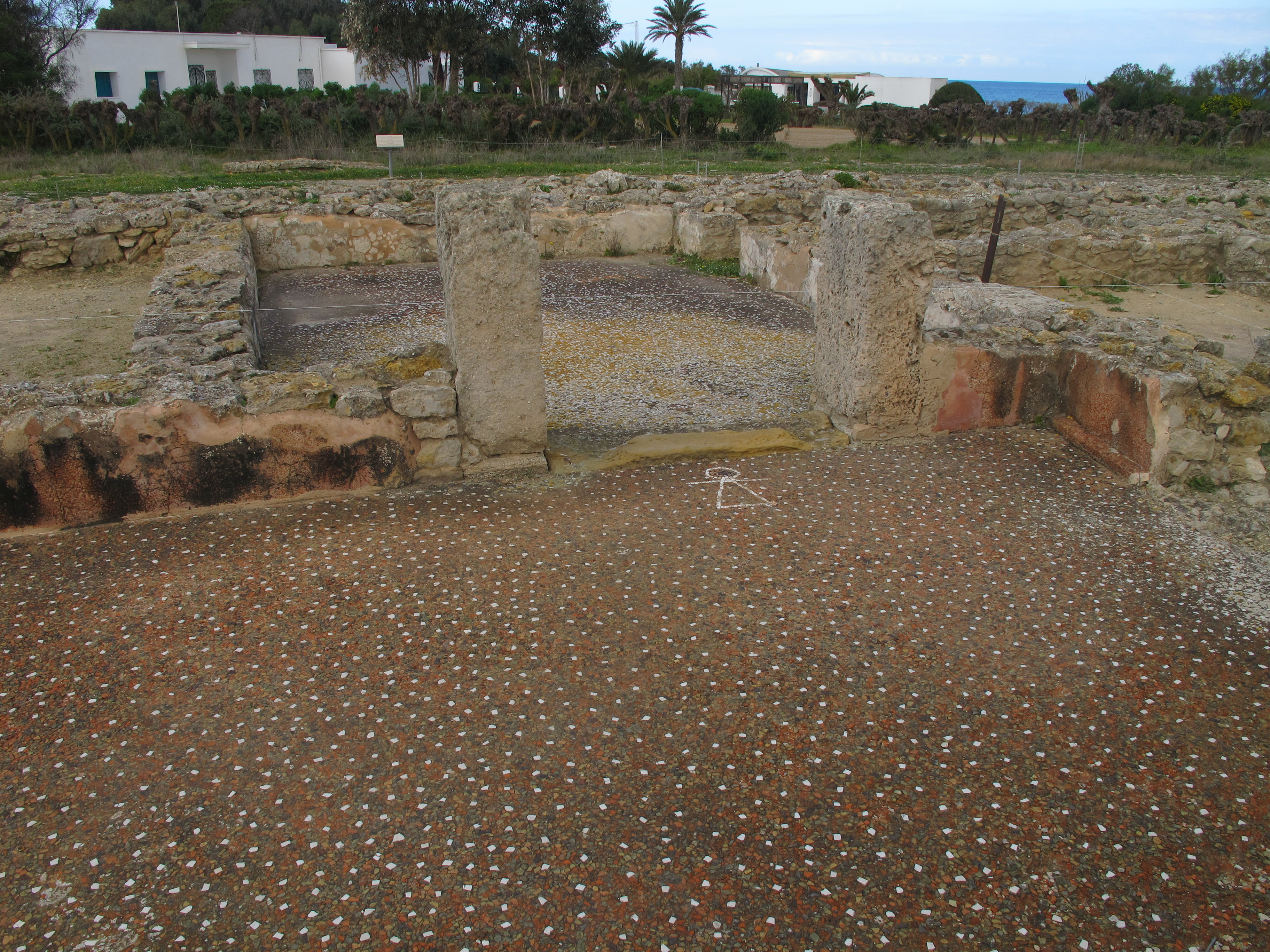
Fußboden mit Tanitmosaik in einem Haus
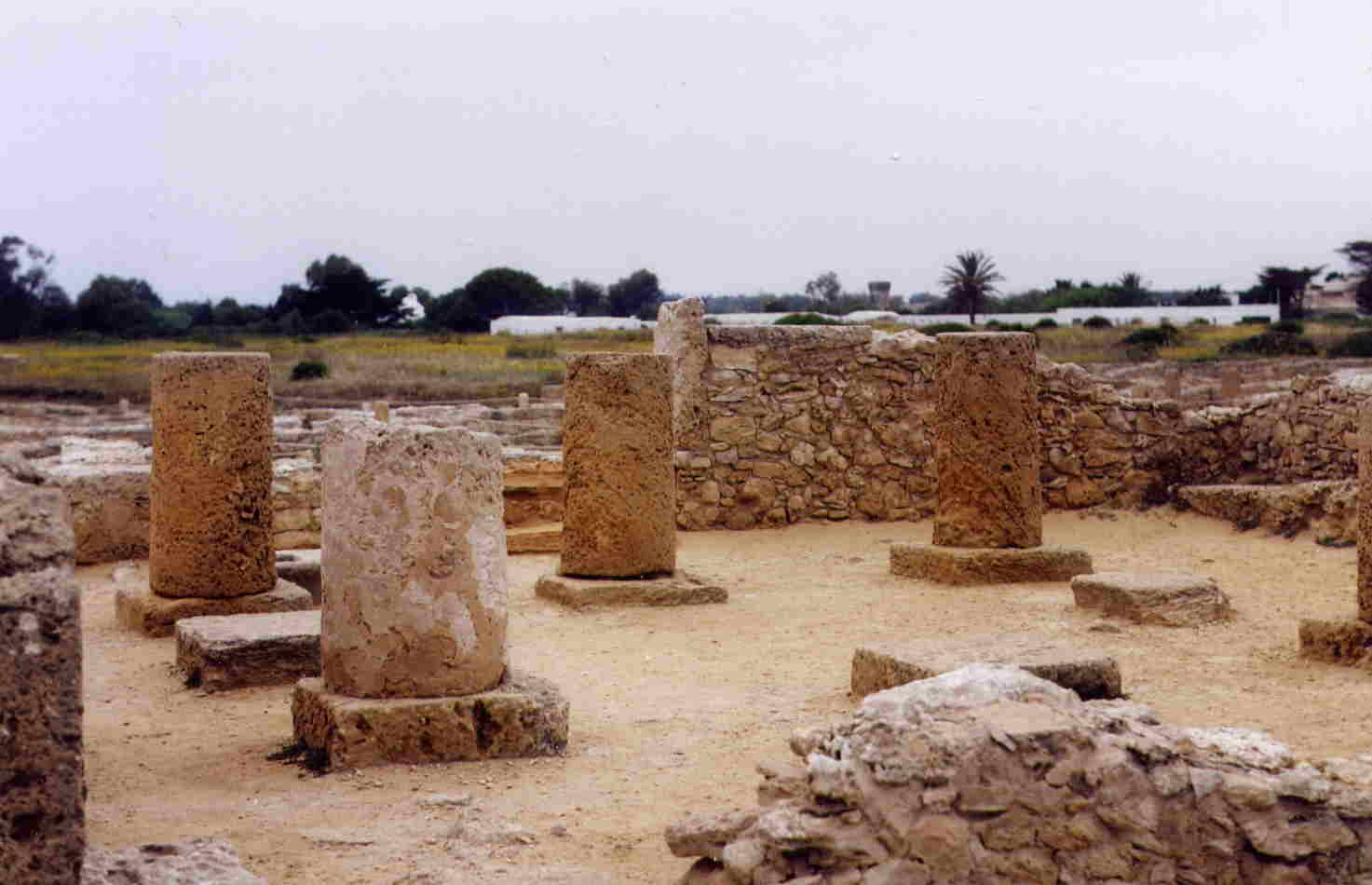
Das Innere des sog. Peristylhauses
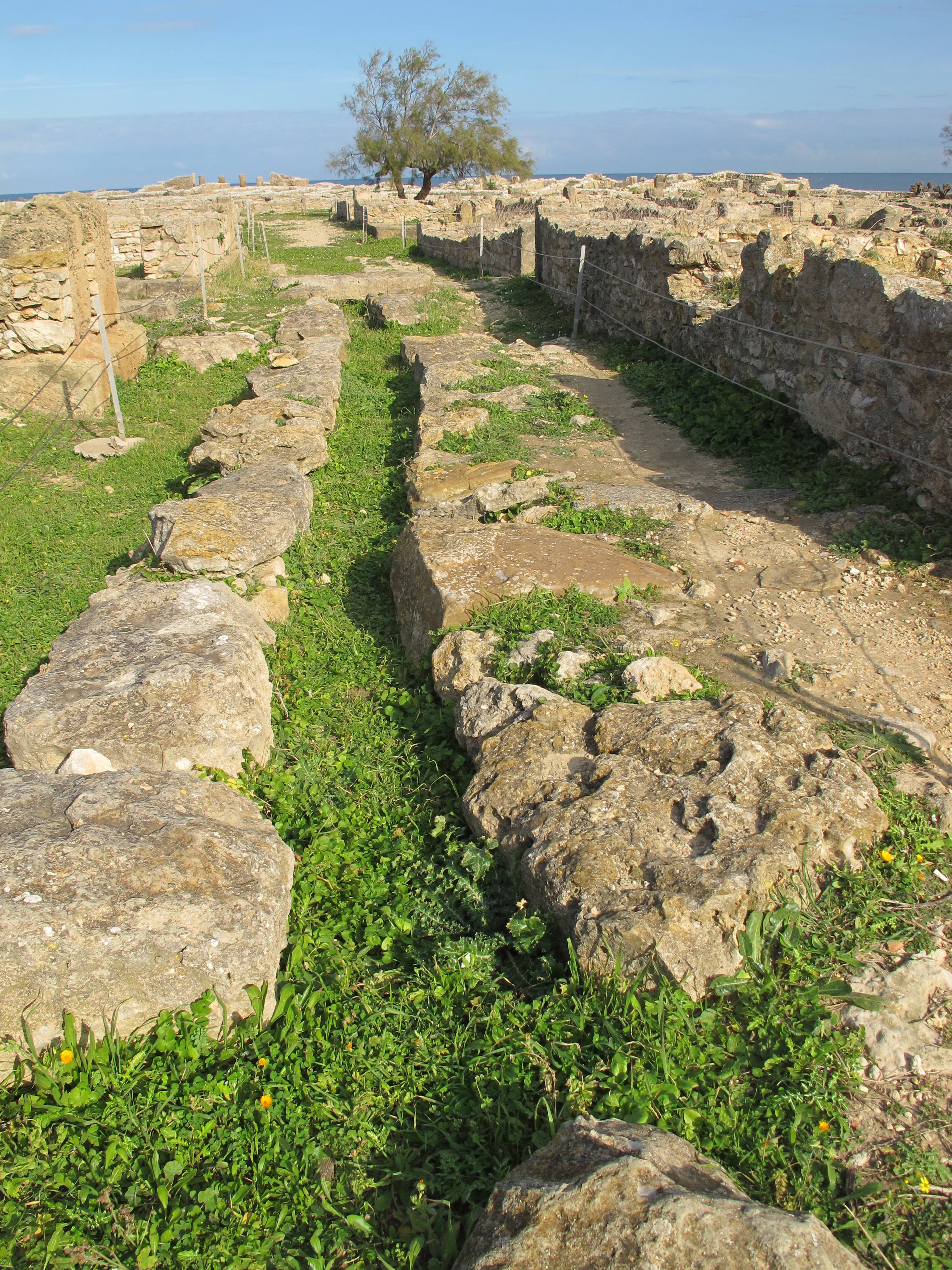
Hauptabwasserleitung
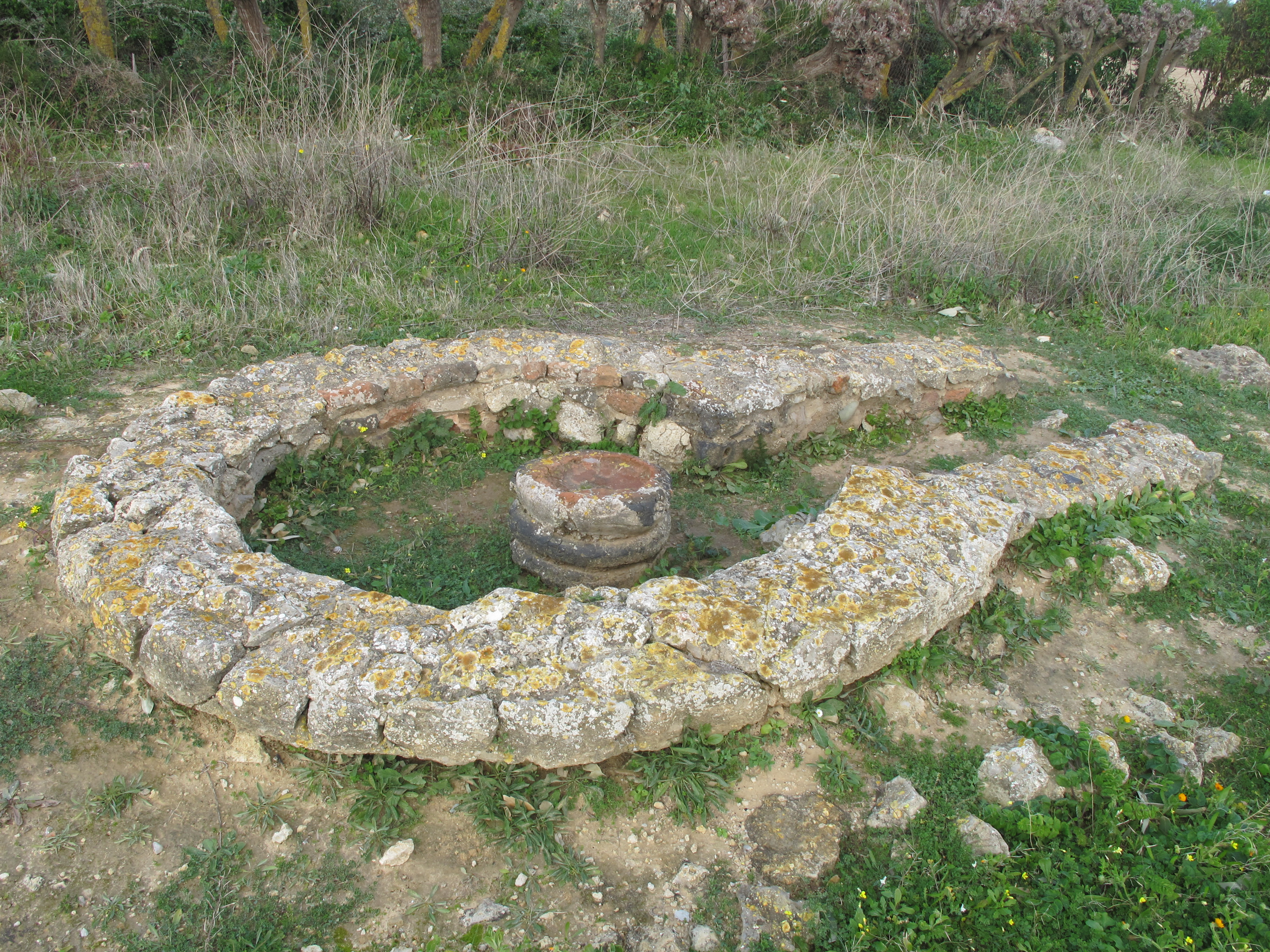
Töpferofen vor der Stadtmauer
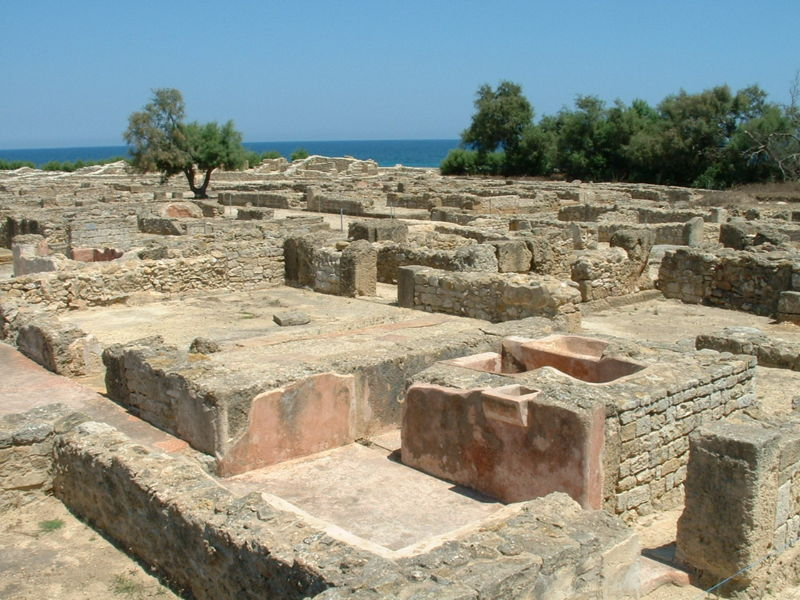
Übersicht des Ausgrabungsfeldes